# Route nationale 12 (Vietnam)
Pour les articles homonymes, voir Route nationale 12.
La route nationale 12 (vietnamien : Quốc lộ 12, sigle QL.12) est une route nationale au Vietnam.

## Parcours
La route nationale 12, longue de 200 km, relie les provinces de Lai Châu et de Điện Biên.
Le point de départ de la route nationale 12 coïncide avec la fin de la 
route nationale 4C dans la ville de Lai Chau. 
La route nationale 12 longe la rive gauche de la rivière Nậm Na (un affluent de la rivière Noire) et traverse les districts de  Tam Đường, Phong Thổ, Sìn Hồ et Mường Chà.  
La route nationale 12 se termine à l'intersection avec la route nationale 279 à la frontière des trois communes de Noong Luong, Noong Het, Sam Mun du district de Điện Biên.
Dans la ville de Phong Tho, la route nationale 12 va jusqu'au bout de la route nationale 100. 
À l'extrémité nord du pont Hang Tom traversant la rivière Noire, la route nationale 12 va jusqu'à la fin de la route provinciale 127 depuis la ville de Muong Te. 
Après Muong Lay, la route 12 va jusqu'au bout de la route nationale 6 et se termine au poste frontière de Ma Lù Thàng.